# Burgundsko-ivrejská dynastie
Burgundsko-ivrejská dynastie (francouzsky Maison d'Ivrée, španělsky Casa de Ivrea) nebo jen Ivrejská dynastie, někdy také Anscaridové (latinsky Anscarii) byla královská dynastie v Kastilii v letech 1126–1368 a skrz vedlejší linii do roku 1516. V letech 1412-1516 vládla sekundogenitura této vedlejší (nemanželské) linie také Aragonii a zemích s nimi spojených (Sicílie, León, Barcelona, Valencie, atd.).
Nemanželský syn kastilského krále Alfonse XI., hrabě z Trastámary a pozdější kastilský a leónský král Jindřich II. založil vedlejší nemanželskou linii Trastámarů, která po vymření hlavní linie získala v roce 1369 kastilský trůn. Volbou získala její sekundogenitura v roce 1412 také trůn aragonský. Tyto dvě linie Trastámarů stály u zrodu dnešního Španělska.

## Panovníci z Ivrejské dynastie

### Markrabě ivrejský

Znak Ivrejského markrabství

- Anscar – (888–902)
- Adalbert I. – (902–924)
- Berengar I. – (924–940)
- Guy – (957-965)
- Adalbert II. – (965–970)
- Konrád – (970–990)
- Arduin – (990–1015)

### Král italský
- Berengar II. – (945-964)
- Adalbert – (950-964)

### Hrabě burgundský

Znak Burgundského hrabství do roku 1231

- Ota Vilém – (995–1026), syn Adalberta II.
- Renaud I. – (1026–1057)
- Vilém I. – (1057–1087)
- Renaud II. – (1087–1105)
- Vilém II. Němec – (1105–1125)
- Vilém III. Dítě – (1125–1127)
  - Konrád I. – (1127–1152)
- Renaud, III. – (1127–1148), synovec Renauda II.
- Beatrix I. – (1148–1184), dcera Renauda III.
  - Berthold – (1152–1156)

### Král kastilský a leónský
- Alfons VII. Císař – (1126–1157), král Kastílie a Leónu, Císař celé Hispánie
- Sancho III. – (1157–1158)
- Alfons VIII. Vznešený – (1158–1214)
- Jindřich I. – (1214–1217)
- Berenguela – (1217)
- Ferdinand III. Svatý – (1217–1252), od roku 1230 rovněž králem Leónu

- Alfons X. Moudrý – (1252–1284)
- Sancho IV. Statečný – (1284–1295)
- Ferdinand IV. – (1295–1312)
- Alfons XI. Spravedlivý – (1312–1350)
- Petr I. Krutý – (1350–1369)

## Rodokmen
Rodokmen rozvětné dynastie včetně části prvních Kapetovců a dědiců z jiných dynastií